# ヒャン
ヒャン（学名: Sinomicrurus japonicus）は、爬虫綱有鱗目コブラ科ワモンベニヘビ属に分類されるヘビ。従来南西諸島に分布するヒャンとハイは同種とされ、リュウキュウベニヘビの別名もあった。斑紋の違いから、奄美大島の個体群を基亜種ヒャン、徳之島から沖縄諸島のものを亜種ハイとする2亜種、もしくは沖縄諸島の久米島の個体群をクメハイとする3亜種に分けられていたが、2021年に分子系統解析の結果をもとに、奄美大島から徳之島までの個体群をヒャン、沖縄諸島（久米島を含む）の個体群を独立種ハイとする見解が出された（後述）。

## 分布
日本（奄美群島）固有種。従来亜種とされていた沖縄諸島の個体群ハイは別種とされた。
種小名 japonicus は「日本の」の意。

## 分類

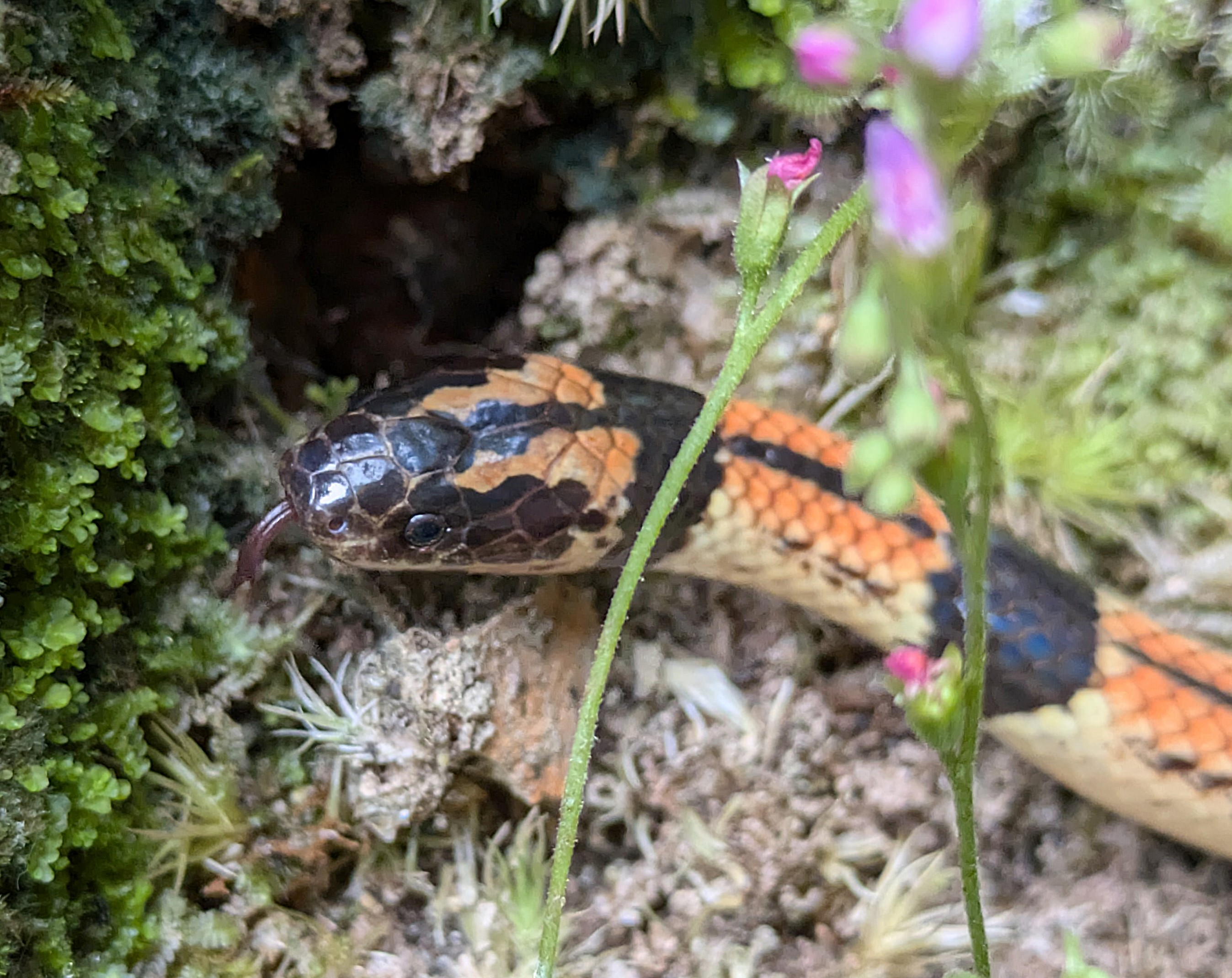
頭部

久米島などに分布する個体群を、横縞が入らないことなどから亜種クメジマハイS. j. takaraiとする説もあった。2017年に発表された本種の形態比較および核DNA・ミトコンドリアDNAの分子系統推定では、亜種クメジマハイは亜種ハイと形態の差異も連続的で、亜種ハイから2回にわたって分岐した個体群とする解析結果が得られた。そのため亜種クメジマハイを、亜種ハイのシノニムとする説が提唱された。同時に、徳之島のハイと最も近縁なのは奄美大島のヒャンであることも示された。
2021年になって、分子系統推定の結果から、従来のヒャンと、斑紋を基にこれまでハイとされていた徳之島の個体群まではSinomicrurus japonicus（ヒャン）、沖縄諸島の個体群はS. boettgeri（ハイ）と、それぞれ別種とされた。
以下の分類・和名は、日本爬虫両棲類学会 (2025) に従う。
Sinomicrurus japonicus (Gunther, 1869) ヒャン
奄美大島、請島、加計呂麻島、与路島、徳之島。
頭胴長28 - 50センチメートル。背面の体色は淡赤褐色や橙色で、1 - 5本の暗褐色の細い縦縞が入る。縦縞は体色部よりも幅が狭い。胴体に11 - 16本の、腹部で繋がり環状になる暗色斑が入る。徳之島の個体群はハイに似て縦じまが太い。
Sinomicrurus boettgeri (Fritze, 1894) ハイ
伊平屋島、伊是名島、沖縄島、具志川島、久米島、古宇利島、瀬底島、渡嘉敷島、渡名喜島、座間味島、野甫島、屋我地島、屋那覇島
頭胴長29 - 53センチメートル。背面の体色は赤褐色や橙色で、5本の暗褐色の縦縞が入る。中央の縦縞は両脇の体色部と同じ幅か、より太くなることもある。胴体に6 - 14本の暗色斑が入るが、腹部で繋がらないため環状にならない。暗色斑（横縞）は黒く、白で縁どられる個体が多い。一方で久米島などの一部の島嶼では、横縞が入らない個体群もいる。
- 頭部

## 生態
常緑広葉樹からなる一次林や二次林・植生の発達した石灰岩の岩場などに生息する。湿潤な環境に生息するが、基亜種はやや乾燥した環境でみられることもある。掴まれると、尾の先端を相手に押し付ける。
ブラーミニメクラヘビを食べた報告例があり、ハイはクロイワトカゲモドキやヘリグロヒメトカゲを食べた報告例もある。
繁殖様式は卵生。基亜種は4月下旬に交尾を行い、6月下旬に1回に2 - 4個の卵を産んだ例がある。ハイは6月中旬から下旬に、約5個の卵を産んだ例がある。
毒は神経毒。毒性は強いが、性質が大人しく小型種の上に口も小型でさらに毒量が少ないため危険なヘビとはされていない。ただし毒性はハブの4〜5倍の強さである。

## 人間との関係
森林伐採などの生息地の破壊、人為的に移入されたフイリマングースなどによる捕食により生息数は減少している。環境省レッドリストでは分類の変更に伴い、2018年版では亜種クメジマハイの判定が削除されている。
S. j. japonicus ヒャン
準絶滅危惧（NT）（環境省レッドリスト）
S. j. boettgeri ハイ
名護市の方言名ではナナフシやナナフシーと呼称される。2017年の時点では沖縄県レッドリストで、準絶滅危惧と判定されている。
準絶滅危惧（NT）（環境省レッドリスト）
日本では2021年の時点でコブラ科単位で特定動物に指定されており、2019年6月には愛玩目的での飼育が禁止された（2020年6月に施行）。